# Markvippach
Markvippach település Németországban, azon belül Türingiában. Lakosainak száma 542 fő (2023. december 31.). Markvippach Schloßvippach és Ollendorf községekkel határos.

## Népesség
A település népességének változása:
| Lakosok száma | 545  | 555  | 548  | 550  | 542  |
|               | 2017 | 2019 | 2021 | 2022 | 2023 |